# Alaina Coates
Alaina Coates (Irmo, 7 aprile 1995) è una cestista statunitense, professionista nella WNBA.

## Carriera
È stata selezionata dalle Chicago Sky al primo giro del Draft WNBA 2017 (2ª scelta assoluta).
Con gli Stati Uniti ha disputato i Giochi panamericani di Toronto 2015.

## Palmarès
- Campionessa NCAA (2017)

### WNBA
- Campionato WNBA: 1

Las Vegas Aces: 2023